# TVR Vixen 2500
Der TVR Vixen 2500 ist ein Sportwagen des britischen Automobilherstellers TVR, der zur Modellfamilie TVR Vixen gehört, in ihr aber eine Sonderstellung einnimmt. TVR kombinierte das Vixen-Fahrgestell mit einem Sechszylindermotor von British Leyland. Der Vixen 2500 wurde in erster Linie für den nordamerikanischen Markt konzipiert und belebte dort das Interesse an der Marke TVR neu. Nur wenige Exemplare blieben in Großbritannien, wo sie – ohne den Namenszusatz Vixen – als TVR 2500 verkauft wurden. Der Vixen 2500 war zeitweise TVRs erfolgreichstes Modell.

## Entstehungsgeschichte
Von 1959 bis 1965 entstanden im britischen Blackpool zwischen 700 und 800 Coupés der Baureihe Grantura, die unter der Marke TVR verkauft wurden. Die nur 3,4 m langen Sportwagen hatten Gitterrahmen aus Stahlrohren und Karosserien aus glasfaserverstärktem Kunststoff. Angetrieben wurden sie von Vierzylindermotoren von BMC, Coventry Climax oder Ford of Britain, die bis zu 98 bhp (73 kW) leisteten. Ab 1963 baute Griffith Motors in New York auch US-amerikanische Achtzylindermotoren der Reihe Ford Windsor in die Granturas ein. Diese in den USA als Griffith 200 beziehungsweise  400 als Konkurrenzprodukte des AC Cobra vermarkteten Autos, waren übermotorisiert und galten als „gefährlich“. Nur wenige von ihnen wurden (unter der Bezeichnung TVR Griffith 200) in Großbritannien verkauft.
Nachdem TVR im November 1965 von Martin Lilley übernommen worden war, erschienen einige neue Modelle, mit denen sich TVR von dem bisherigen Techniklieferanten BMC – später British Leyland – ab- und Ford of Britain zuwandte. Die Umstellung hatte vor allem Kostengründe: Die Ford-Komponenten waren günstiger als die Teile von BMC. Der Vixen mit Ford-Technik ersetzte 1967 den Grantura, und an die Stelle des Griffith 400 trat der äußerlich und technisch sehr ähnliche Tuscan V8, der weiterhin einen bis zu 271 bhp (202 kW) starken amerikanischen Windsor-Achtzylindermotor hatte. Er fand in den USA nur wenige Käufer und blieb in Europa weitgehend unbeachtet. Für den britischen Markt stellte ihm TVR 1969 den Tuscan V6 zur Seite, der zwischen dem Vixen mit vier Zylindern und dem Tuscan V8 mit acht Zylindern angesiedelt war. Der Tuscan V6 hat einen britischen Ford-Essex-Sechszylinder-V-Motor mit 3,0 Liter Hubraum. Mit einer Motorleistung von 136 bhp (101 kW) erreichte er eine Höchstgeschwindigkeit von fast 200 km/h. Bis 1971 entstanden 101 Exemplare des Tuscan V6, von denen alle bis auf sieben Autos in Großbritannien blieben. Ein Export des Tuscan V6 in die USA war ausgeschlossen, weil der Ford-Essex-Motor nicht die amerikanischen Abgasbestimmungen erfüllte.
Speziell mit Blick auf den nordamerikanischen Markt entwickelte TVR 1970 deshalb den Vixen 2500, der dort anstelle des Tuscan V6 verkauft wurde. Mit ihm kehrte TVR vorübergehend wieder zu Motoren und Getrieben von British Leyland zurück, was auch für das 1971 vorgestellte Basismodell Vixen 1300 galt. Mit der Einführung des Vixen 2500 endete die Produktion des Tuscan V6. 1972 löste der 2500M den Vixen 2500 ab. Er hatte den gleichen Motor wie der Vixen 2500, aber das Chassis und die Karosserie der M-Serie.

## Modellbeschreibung
Im Vixen 2500 kombinierte TVR die Technik und die Karosserie des Vixen S3 mit einem Sechszylindermotor von Triumph. Die Zusatzbezeichnung 2500 bezieht sich auf den Hubraum des Motors, der annähernd 2500 cm³ beträgt.

### Karosserie und Chassis

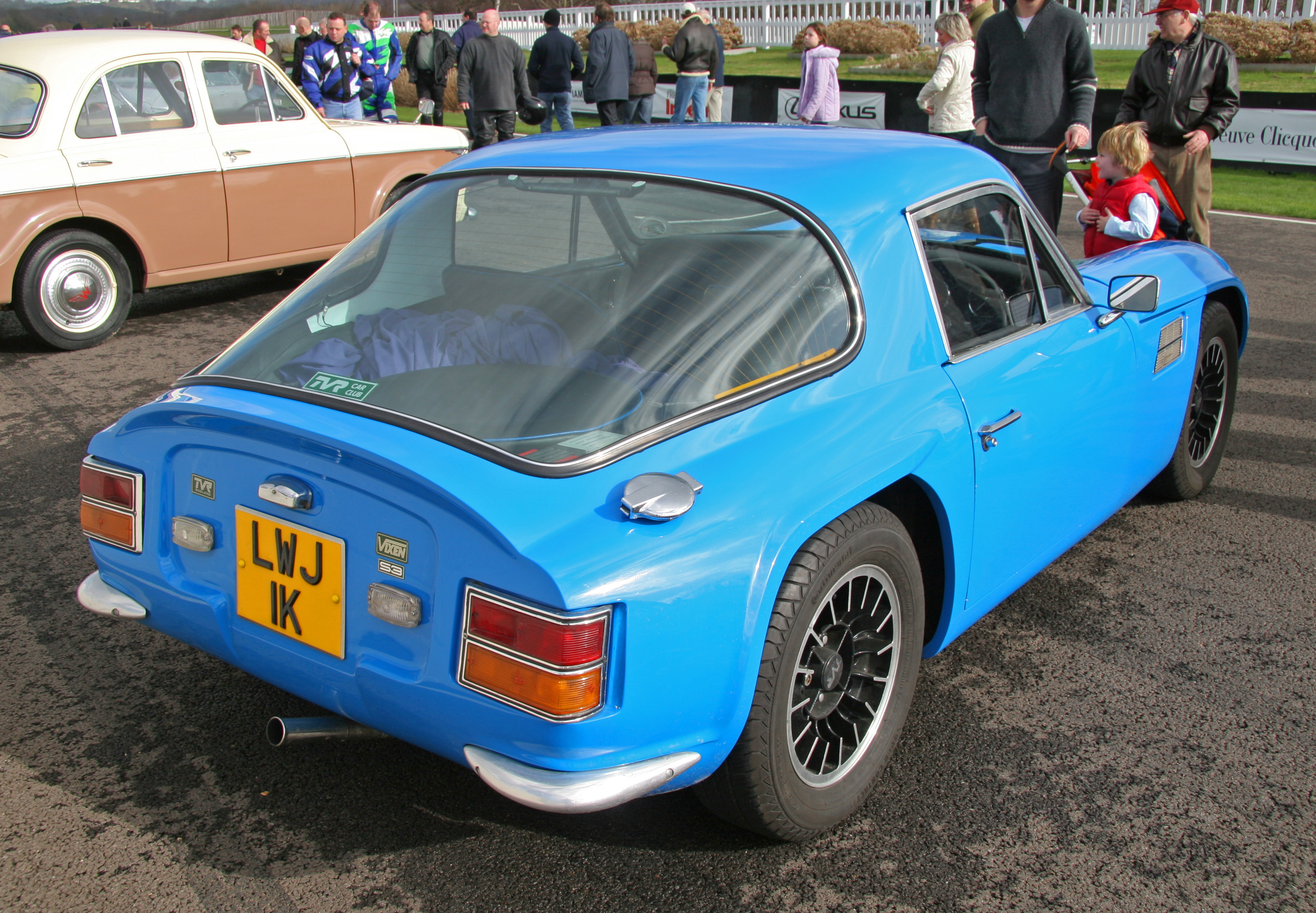
Stilistisch gleiches Basisfahrzeug: TVR Vixen S3

Die meisten Vixen 2500 haben den Rohrrahmen des Vixen S3, der 1968 beim S2 eingeführt worden war und 11,5 cm länger als der des S1 (und des Grantura) ist. 1972, im letzten Jahr der Produktion, stellte TVR allerdings die Technik um. Die in diesem Jahr gefertigten Vixen 2500 sitzen auf dem neu entwickelten Chassis der TVR-M-Serie, sind ansonsten aber unverändert.
Die Kunststoffkarosserie des Vixen 2500 entspricht nahezu vollständig der des Vixen S3. Lediglich die etwas anders geformte Motorhaube übernahm TVR für den Vixen 2500 vom TVR Tuscan V6. Sie hat eine auffällige Ausbuchtung über dem Motor. Der Wechsel zum Chassis der M-Serie 1972 hatte keinen Einfluss auf das Design des Vixen 2500: Seine Karosserie blieb unverändert.

### Antrieb
TVR nutzte im Vixen 2500 anstelle der bei TVR seit 1967 üblichen Ford-Antriebstechnik einen Reihensechszylindermotor des zu British-Leyland gehörenden Herstellers Triumph. Der 2498 cm³ große Motor war 1967 mit elektronischer Benzineinspritzung von Lucas in der europäischen Version des Triumph TR5 erschienen und fand sich ab 1968 auch in dessen Nachfolger TR6. Da die Einspritzmotoren die US-amerikanischen Abgasvorschriften nicht erfüllten, gab es für den Überseemarkt eine entgiftete Version mit zwei Strombergvergasern, die deutlich schwächer war. Der Vergasermotor wurde in den Triumph TR250 und die US-Version des TR6 eingebaut. Diese Version übernahm TVR für den Vixen 2500.
Die Vergaserversion leistet im Vixen 2500 (wie auch im TR6) 106 bhp (79 kW) und ist damit um ein Drittel schwächer als die Einspritzversion. Der Leistungszuwachs im Vergleich zum Vixen S3 mit dem 1,6 Liter großen Ford-Vierzylindermotor beträgt nur etwa 18 bhp (13 kW). Der Tuscan V6 mit dem Ford-Essex-Motor war mit 136 bhp (101 kW) dagegen deutlich stärker. Viele amerikanische Kunden rüsteten den Motor des Vixen 2500 daher auf die Einspritzung um. Statt des bei den regulären Vixen-Modellen üblichen Vierganggetriebes von Ford ist beim Vixen 2500 ein handgeschaltetes Triumph-Getriebe eingebaut, das – anders als das Ford-Getriebe – mit Overdrive ausgerüstet ist. Auch das Sperrdifferential kommt von Triumph.

## Fahrleistungen
Die Fahrleistungen des Vixen 2500 liegen deutlich unter denen des Tuscan V6; der Vixen galt als „nicht besonders schnell“. Die Höchstgeschwindigkeit liegt je nach Quelle bei 179 oder 190 km/h, und für die Beschleunigung von 0 auf 96 km/h benötigte das Auto bei zeitgenössischen Tests entweder 10,6 Sekunden oder 9,0 Sekunden. Teilweise wird der Vixen 2500 als „komfortabler Tourer für lange Strecken“ beschrieben.

## Produktion
Der Vixen 2500 wurde im Herbst 1970 auf der Earls Court Motor Show in London vorgestellt.
Von 1970 bis 1972 entstanden insgesamt etwa 385 Exemplare des Autos, die letzten 96 davon mit dem Chassis der M-Serie. 1970 baute TVR acht, 1971 dann 237 Autos, und 1972 waren es noch einmal 127 Fahrzeuge. 1971 war der Vixen 2500 das erfolgreichste Einzelmodell von TVR. Der kleinere Vixen S3 wurde in diesem Jahr nur 93-mal gefertigt.
Die meisten Autos wurden in die USA exportiert. Hier half der Vixen 2500, die Marke TVR wieder populär zu machen. Daneben bot TVR den Wagen als TVR 2500 (ohne Modellbezeichnung Vixen) auch in Großbritannien an. Auch hier gab es werksseitig nur die abgasgereinigte Motorversion mit 105 bhp (78 kW), nicht hingegen die Variante mit Benzineinspritzung.
1972 bekam das Modell Chassis und Karosserie der M-Serie und wurde als TVR 2500M vermarktet.